# Фернанду-ди-Норонья (микрорегион)

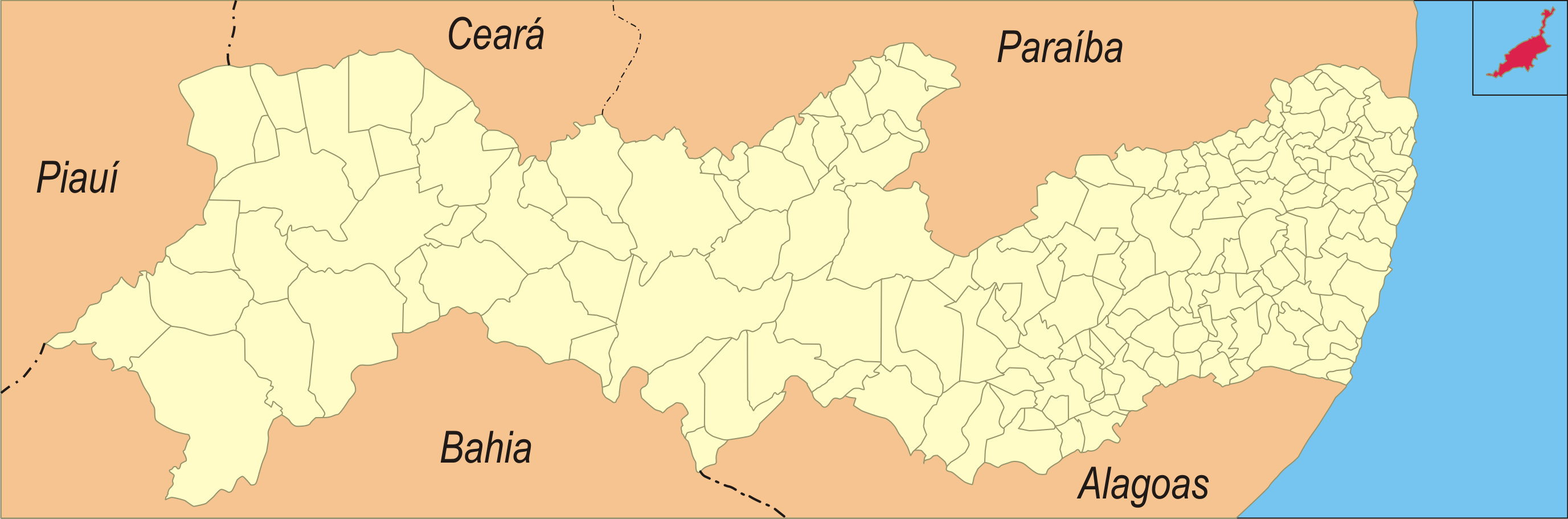
Фернанду-ди-Норонья на карте.

Фернанду-ди-Норонья (порт. Microrregião de Fernando de Noronha) — микрорегион в Бразилии, входит в штат Пернамбуку. Составная часть мезорегиона Агломерация Ресифи. Население составляет 	2630	 человек (на 2010 год). Площадь — 	17,017	 км². Плотность населения — 	154,55	 чел./км².

## Демография
Согласно сведениям, собранным в ходе переписи 2010 г. Национальным институтом географии и статистики (IBGE), население микрорегиона составляет:						
| Полное население                             | Полное население                             | Полное население                             | Полное население                             | 2630   |
| -------------------------------------------- | -------------------------------------------- | -------------------------------------------- | -------------------------------------------- | ------ |
| в том числе:                                 | Городское население                          | 2630                                         | Процент городского населения, %              | 100,00 |
|                                              | Сельское население                           | 0                                            | Процент сельского населения, %               | 0,00   |
|                                              | Мужское население                            | 1292                                         | Процент мужского населения, %                | 49,13  |
|                                              | Женское население                            | 1338                                         | Процент женского населения, %                | 50,87  |
| Плотность населения, чел/км²                 | Плотность населения, чел/км²                 | Плотность населения, чел/км²                 | Плотность населения, чел/км²                 | 154,55 |
| Население микрорегиона в % к населению штата | Население микрорегиона в % к населению штата | Население микрорегиона в % к населению штата | Население микрорегиона в % к населению штата | 0,03   |